# سلیشته
شهر سلیشته (به رومانیایی: Sălişte) در شهرستان سیبیو در کشور رومانی واقع شده‌است. جمعیت این شهر ۶٬۰۹۲ نفر  است.

## نگارخانه

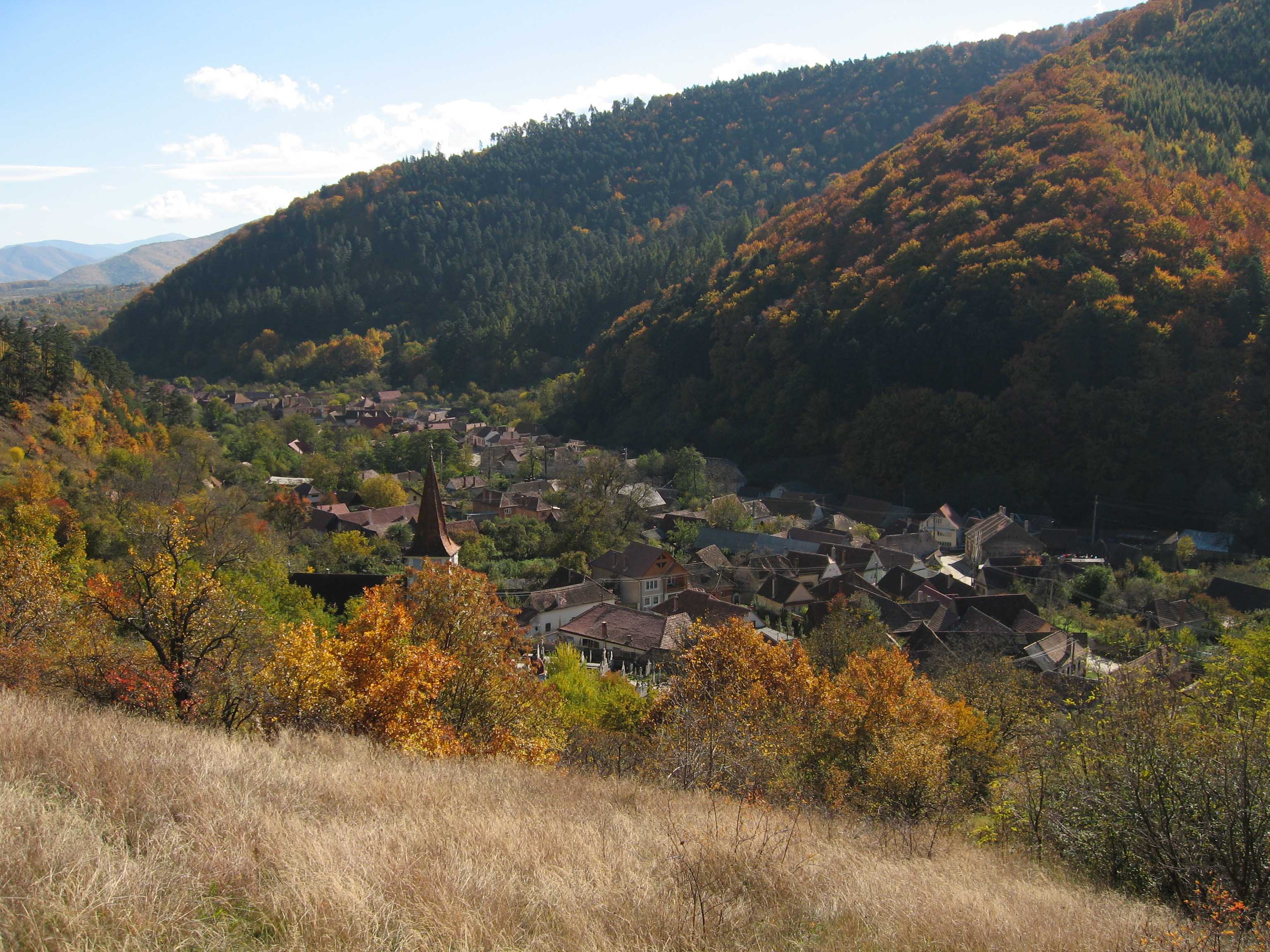
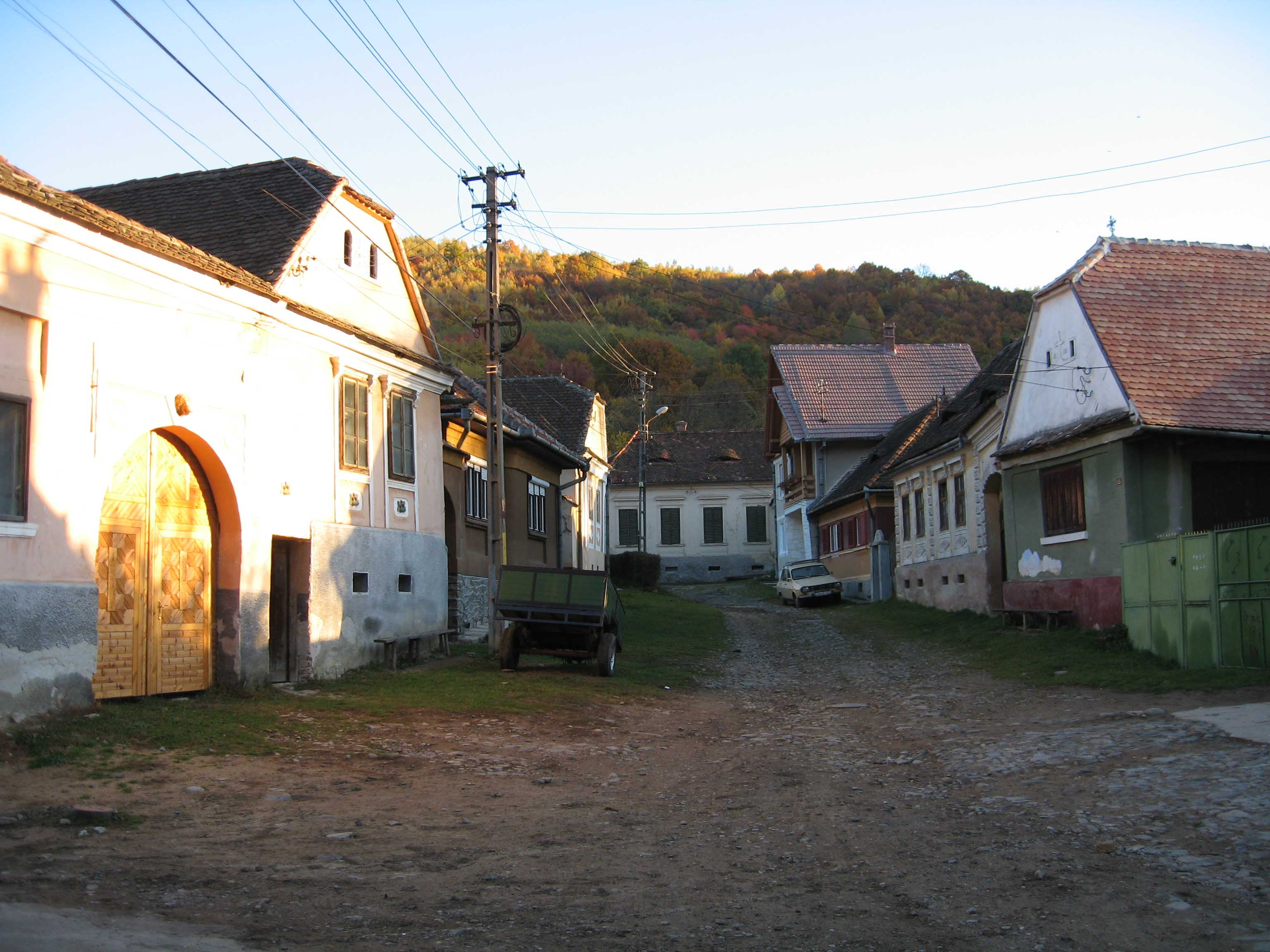
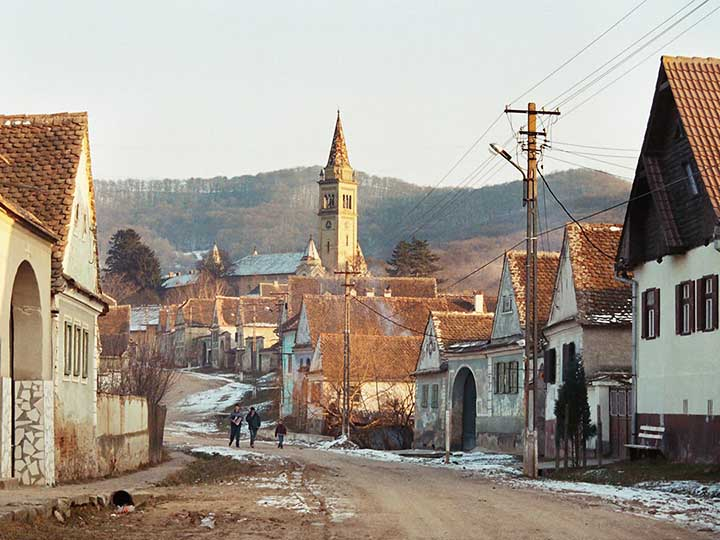
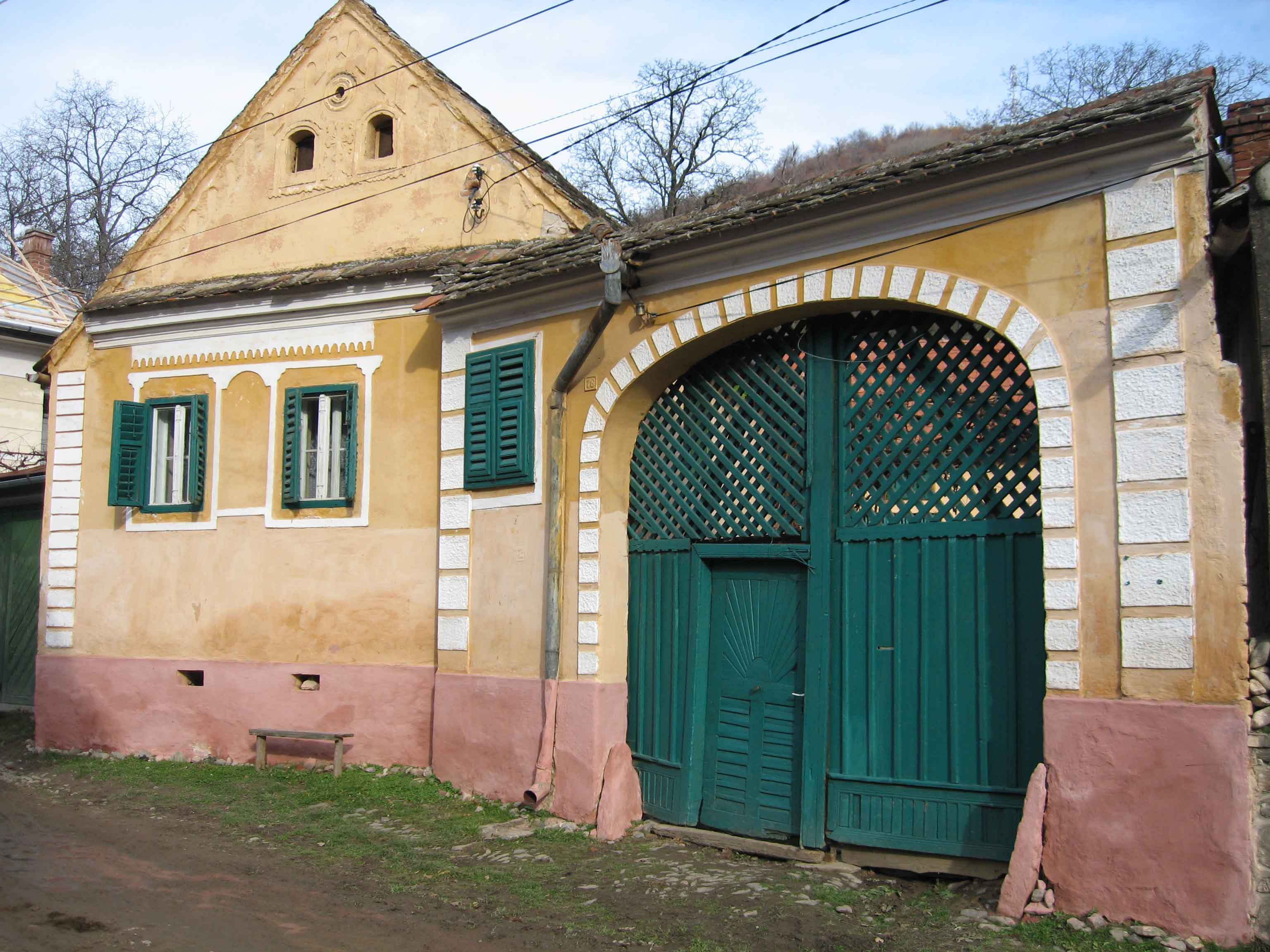